# Dadhel
Dadhel – miasto w zachodnich Indiach, w terytorium związkowym Dadra, Nagarhaweli, Daman i Diu. Według danych szacunkowych na rok 2011 liczyło 52 578 mieszkańców.